# Dendrocopos darjellensis
El pico de Darjeeling (Dendrocopos darjellensis) es una especie de ave piciforme de la familia Picidae que vive en el Himalaya y las montañas del norte del sudeste asiático.

## Descripción
El pico de Darjeeling mide alrededor de 25 cm de largo. El plumaje de sus partes superiores es principalmente negro, con una gran mancha blanca alargada a la altura de los hombros y cierto listado blanco en las plumas de vuelo. Sus partes inferiores son blanquecinas con un denso veteado negro y la zona perianal roja. Se caracteriza por tener los laterales del cuello de color ocre amarillento. Su rostro es blanco, con el píleo negro y prominentes bigoteras negras. Los machos presentan la nuca de color rojo, mientras que las hembras tienen toda la parte superior de la cabeza y cuello negra.

## Distribución
Se encuentra en los bosques húmedos tropicales de montaña del este del Himalaya y las montañas vecinas del norte del sudeste asiático, distribuido por la India, Bután, Nepal, Birmania, China y Vietnam.